# Zoo (Japanse band)
Zoo is een Japanse band die begin jaren 90 optrad. De band had een grote hit met het nummer Choo Choo TRAIN.
Nadat de groep in 1996 uit elkaar was gegaan, begon voormalig lid Hiroyuki Igarashi een eigen band met de naam The J-Soul Brothers. Deze werd later omgedoopt tot EXILE. EXILE bracht het nummer Choo Choo TRAIN uit.

## Leden
- CAP (Toshihiro Sakai)
- HIRO (Hiroyuki Igarashi): oprichter van EXILE.
- HISAMI (Kumi Takemura)
- LUKE (Kenji Saitou)
- MAMI (Mami Murao)
- MARK (Junhisa Okayama)
- NAOYA (Naoya Setani)
- SAE (Saeko Ebisawa)
- SATSUKI (Gogatsu Goki)
- TACO (Senteru Nojima)
- YU-KI (Yuuki Kitamura): nu de zangeres van TRF.

## Discografie

### Singles
- Careless Dance (5 mei 1990)
- GIVEN (5 februari 1991)
- NATIVE (3 juli 1991)
- Choo Choo TRAIN (7 november 1991)
- Gorgeous (23 april 1992)
- YA-YA-YA (21 oktober 1992)
- SHY-SHY-SHINE (18 juni 1993)
- Ding Dong Express (21 oktober 1993)
- On Time (21 april 1994)
- Angelic Dream (7 november 1994)
- Adam (1 maart 1995)

### Albums
- NATIVE (21 juli 1991)
- Present Pleasure (15 december 1991)
- Gorgeous (13 mei 1992
- JUNGLE (16 december 1992)
- ZOO FOR SALE (21 mei 1993)
- Can I Dance? (19 november 1993)
- PALAST 7 december 1994)
- ZOO LAST DANCE 16 december 1995)
- ZOO THE FINAL ~LAST DANCE LINE~ (21 maart 1996)

### LUV DELUXE-albums
LUV DELUXE was een sideband gevormd in 1995 door CAP, SAE and HIRO. Ze gingen in juni 1997 uit elkaar.
- どうなってんだ！ (Dou natten da! - What it has become!) (22 juli 1996)
- トパーズの涙 (Topazu no Namida - Tears of Topaz) (10 oktober 1996)
- LUV DELUXE (22 januari 1997)

### Video's
- ZOO ~Careless Dance~ (21 juli 1990)
- ZOO II ~GIVEN~ (21 maart 1991)
- ZOO+ZOO II (Laserdisc) (21 maart 1991)
- ZOO III ~NATIVE~ (21 augustus 1991)
- ZOO IV ~Choo Choo TRAIN~ (15 december 1991)
- ZOO Night 1991 LIVE (21 maart 1992) van hun concert van 25 december 1991.
- ZOO V ~Gorgeous~ (17 juli 1992)
- ZOO VI ~YA-YA-YA~ (21 januari 1993)
- ZOO JAPAN TOUR '92 ~YA-YA-YA~ IN BUDOKAN (21 april 1993)
- ZOO VII ~Ding Dong Express~ (1 december 1993)
- ZOO JAPAN TOUR 1993 ~CAN I DANCE~  IN BUDOKAN (18 maart 1994)
- ZOO THE BEST (21 juli 1994)
- ZOO VIII ~Angelic Dream~ (16 december 1994)
- ZOO LAST DANCE (16 december 1995)
- ZOO THE FINAL ~LAST DANCE LIVE~ (21 maart 1996)

### Compilaties
- Dance Paradise Hyper Euro ZOO (22 november 2000)
- ZOO REMIX 2000 (20 december 2000)
- PURE BEST (27 september 2001)
- ZOO GOLDEN BEST: Special Works (19 maart 2003)